# La muerte como efecto secundario
La muerte como efecto secundario es la cuarta novela publicada por la escritora argentina Ana María Shua y se desarrolla en Buenos Aires, en un escenario futuro. Fue lanzada al mercado en el año 1997. La novela ganó el Premio Sigfrido Radaelli otorgado por el Club de los   XIII y el Premio Municipal en el rubro "Novela", además de ser traducida a varios idiomas. Es catalogada como una novela "extraña".

## Historia
Situada en tiempo futuro y lejano, el eje central de la trama es la relación de amor y odio entre Ernesto Kollody, único hijo y cincuentón divorciado, y su padre, que lo ha ridiculizado toda su vida. Su padre ya viejo y enfermo es internado en la Casa de Recuperación, donde prolongarán su agonía; Ernesto logra sacarlo de allí para que muera en paz, atravesando peripecias caricaturescas y trágicas, que este le contará a su examante.
Shua logra un personaje convincente[cita requerida], conflictuado entre lo económico, la enfermedad de su padre y el amor de una mujer, debatiéndose entre lo que debe hacer y lo que hace. También se encuentra a su hermana, quién nunca abandonó la casa paterna y su madre loca.
En cuanto a la descripción del lugar, es una Buenos Aires futura y dividida entre barrios tomados, los que se encuentran cerrados y la "tierra de nadie"; con una violencia continua y un poder nulo por parte del Estado, todo es filmado por las cámaras de televisión, haciendo de la vida y la muerte un gran espectáculo.
Ernesto establece relaciones basadas en lo aparente, es guionista en contraposición con su otra profesión, maquillador. Ser guionista le da "el privilegio de tener trabajo", en cuanto a su trabajo como maquillador, él lo define como un "extraño oficio al que quiero mucho aunque tenga que confesarlo, a veces, con algo de pudor: oficio de homosexuales o de mujeres". Pese a tener dos profesiones, el personaje no ha logrado el triunfo económico.
El señor Kollody es la representación de la fuerza física, sumiendo a los demás en un rol débil, y que tiene el poder del dinero heredado, ya que la sociedad no permite el ascenso social. El señor Kollody, pese a estar muriendo, no piensa en heredar a sus hijos sino en hacer negocios y, por ello, le presta dinero a Ernesto a una tasa de interés muy beneficiosa para él. La necesidad de Ernesto de moverse bajo el mando patriacal y ser aceptado por su padre lo llevan a planificar su secuestro de la Casa de Recuperación.
Todo el argumento del escenario planteado en la novela es posible: opresión, manejo psicológico y monetario.

### La ciudad de Buenos Aires
Buenos Aires es una ciudad asediada, con un mapa señalando los "barrios tomados", inseguros para quiénes no los transitan en automóviles blindados, y los barrios cerrados, con casas protegidas por barrotes electrificados y seguridad privada. Estas precauciones son necesarias por las bandas profesionales de ladrones que asaltan, roban y matan sin que necesiten de alguna provocación.
En la ciudad reina el desempleo, el desamparo y la injusticia, por esta razón los recursos económicos son una suerte de amparo, de aparente seguridad y bienestar. La muerte es un espectáculo y los periodistas buscan captar homicidios o suicidios para vender en los noticieros.
Las llamadas "Casa de Recuperación" son un artificio del Estado para usufructar los bienes de los ancianos. Todos los dirigentes -aun el presidente- no logran generar una atención de los ciudadanos ni siquiera “combinando periodismo inteligente con números musicales y habilidades   de comediantes”, las ficticias Madres de Plaza de Mayo, quedan reducidas a ser una mera atracción turística de Buenos Aires, minimizadas al punto de entretenimiento puro para olvidar los problemas cotidianos.
Luego de que el señor Kollody sea internado en la Casa de Recuperación, es sometido "a la más penosa de las humillaciones: la enfermedad y la vejez", luego de una operación de cáncer intestinal, y es allí donde a las personas en su situación las dejan agonizar bajo contrato de entregar todos sus bienes para solventar los gastos en los que allí incurran. Luego del escape del viejo, lo intentarán sacar de una fiesta a punta de pistola para internarlo nuevamente en la Casa de Recuperación.

### Amor y desamor
Las historias de Ernesto y su padre son un pretexto, como trasfondo para que él le transmita la historia a su amada ausente. Ernesto le habla en sus cartas como si ella estuviera presente: "¿Te interesa? ¿Sigo?".
Ernesto se muestra allí como un personaje débil, tanto física como psicológicamente, es el arquetipo de hijo eterno que tiene complejos por su calvicie y artrosis. Y demostrando la frustración por seguir escribiéndole, aun cuando el mero hecho de hacerlo es un acercamiento hacia ella, para seducirla y amarla nuevamente.
Él la llama "vos", entonces el lector se sumerge en sus deseos, nostalgias y melancolías, tanto como de sus reproches, quejas y acusaciones en una especie de purgatorio.